# Oksana Pankiejewa
Oksana Pankiejewa (ur. 27 września 1967 w Nikopolu) – ukraińska pisarka powieści fantasy.

## Życiorys
Urodziła się i mieszka w Nikopolu. W 1989 roku ukończyła anglistykę na Uniwersytecie Kalininskim w Twerze. W latach 1989–1991 pracowała jako nauczyciel języka angielskiego, ale zrezygnowała i podjęła pracę w poliklinice fabryki stopów żelaza w Nikopolu. Od 2005 roku nie pracuje. Jest żoną rysownika Dmitrija Łabzowa. Mają dwóch synów.

## Twórczość
Zaczęła pisać książki w 2000 roku. Pierwszą książkę wydała w 2004 roku. W Polsce jej książki wydaje wydawnictwo Papierowy Księżyc, a tłumaczy Marina Makarevskaya.

### Cykl Kroniki Dziwnego Królestwa
- Przekraczając granice (Пересекая границы) Papierowy Księżyc 2015
- Pierwszy dzień Wiosny (О пользе проклятий) Papierowy Księżyc 2016
- Na przekór przeznaczeniu (Поспорить с судьбой) Papierowy Księżyc 2016
- Ludzie i duchy Papierowy Księżyc 2017
- Шепот Темного Прошлого Альфа-книга 2005[2]
- Рассмешить Богов Альфа-книга 2006[4]
- Путь, выбирающий нас Альфа-книга 2007[4]
- Песня на двоих Альфа-книга 2007[4]
- Поступь Повелителя Альфа-книга 2009[4]
- Дороги и сны Альфа-книга 2010[4]
- Обратная сторона пути Альфа-книга 2011[4]
- Распутья. Наследие Повелителя Альфа-книга 2012[4]
- Распутья. Добрые соседи Альфа-книга 2013[4]